# Narbutiwka
Narbutiwka (ukrainisch Нарбутівка; russisch Нарбутовка Narbutowka) ist ein Dorf im Norden der ukrainischen Oblast Sumy mit etwa 70 Einwohnern (2001).
Das Dorf liegt am Janiwka (Янівка), einem 14 km langen Flüsschen, das zum Flusssystem der Desna zählt. Nahe südöstlich der Ortschaft liegt der ehemalige Militärflugplatz Tscherwone-Pustohorod (Червоне-Пустогород).
Narbutiwka befindet sich im Rajon Schostka 30 km nordöstlich vom ehemaligen Rajonzentrum Hluchiw und 170 km nordwestlich vom Oblastzentrum Sumy.
Am 25. August 2015 wurde das Dorf ein Teil der neugegründeten Landgemeinde Beresa, bis dahin war es ein Teil der Landratsgemeinde Perwomajske (Первомайська сільська рада/Perwomajska silska rada) im Nordosten des Rajons Hluchiw.
Am 17. Juli 2020 kam es im Zuge einer großen Rajonsreform zum Anschluss des Rajonsgebietes an den Rajon Schostka.

## Persönlichkeiten
- Benannt ist das Dorf nach dem hier 1886 geborenen Maler, Buchillustrator, Grafiker und Rektor der ukrainischen Akademie der Künste Heorhij Narbut.
- Wladimir Iwanowitsch Narbut, Dichter und jüngerer Bruder von Heorhij Narbut kam 1888 im Dorf zur Welt.